# Komatita

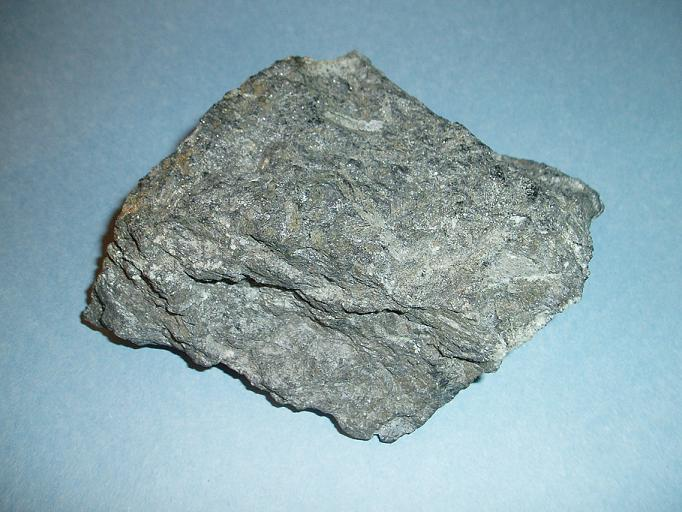
Muestra de komatita del cinturón de Rocas Verdes de Abitibi cerca de Englehart, Ontario, Canadá. La muestra mide 9 cm de largo. Se observan cristales de olivino en forma de cuchillo.

La komatita es una roca volcánica formada a partir de magma extremadamente caliente, fluida y rica en magnesio que deriva de un manto terrestre caliente. La erupción de komatitas fue particularmente común en el Precámbrico, cuando el flujo de calor en la Tierra era mayor. La roca fue descubierta en Sudáfrica en 1969 pero desde entonces se ha hallado en áreas Precámbricas alrededor del mundo. Las komatitas tienen por lo general una textura compuesta de olivinos en forma de cuchillos que pueden tener de varios milímetros a varios decímetros de largo rodeados de una matriz de clinopiroxeno esferulítico, cromita dendrítica y vidrio alterado. A esta textura característica se le conoce como spinifex.